# Revuelta de Dueñas de 1520
La revuelta de Dueñas de 1520 ocurrió a comienzos de septiembre de dicho año en la localidad palentina de Dueñas, dependiente por entonces de los Condes de Buendía.
En plena noche del 1 de septiembre la residencia de los condes es asaltada por un grupo armado y luego de una débil resistencia, los mismos son trasladados prisioneros a la casa del capitán Alonso de Dueñas donde se ven conminados, tanto el conde como la condesa, a firmar una carta ordenándole al alcaide de la fortaleza rendirse ante los sublevados y entregar el castillo. Posteriormente serían echados de la ciudad, la cual quedó a cargo de Pero Niño (según alega él en el juicio, forzosamente), que los testigos acusan como el primer responsable del hecho. Tras la victoria de los amotinados, estos manifestaron al regente Adriano de Utrecht su deseo de que la villa sea elevada nuevamente a la calificación de realengo, reclamo que no prosperó.
La sublevación de la villa de Dueñas no sería un hecho aislado sino que daría lugar a una amplia ola antiseñorial que se desarrolló paralelamente a la Guerra de las Comunidades de Castilla. Sin embargo, el historiador hispanista Joseph Pérez expone que ese movimiento generalizado contra la nobleza no encuentra causa directa en la insurrección comunera y solamente se consumó al amparo de ella.  La Junta comenzó a dudar entre posicionarse del lado de la nobleza o proteger a los sublevados y la revuelta de Dueñas inspiró aún más desconfianza a los grandes señores, que temían movimientos similares en sus propios dominios.
El conde de Buendía reclamó responsabilidad a la Junta y más tarde atribuyó el alzamiento a los comuneros señalando que el mismo fue cuidadosamente planeado en conjunto con la comunidad toledana, quien según él ya había tratado el asunto en agosto. Fue el propio conde quién presentó la acusación de traición contra los principales instigadores de la revuelta de Dueñas, que resultaron procesados. El 20 de abril de 1524 a Diego de Palencia se le prohibió residir en la localidad y sus alrededores, mientras que Alonso de Dueñas fue absuelto. Se desconoce el veredicto final de Pero y su hijo Rodrigo Niño.